# سوزان لونغ
سوزان لونغ (بالإنجليزية: Susan Long)‏ هي متزحلقة أمريكية، ولدت في 4 أبريل 1960 في جلان ريدج في الولايات المتحدة.

## وصلات خارجية
- سوزان لونغ على موقع الاتحاد الدولي للتزلج (التزلج الريفي) (الإنجليزية)
- سوزان لونغ على موقع أوليمبيديا (الإنجليزية)